# Fastpartner
Fastpartner, ursprungligen Fastighetspartner, är ett svenskt fastighetsbolag som bildades 1987 av bland andra ICA, Skandia och Skanska. Sedan 1994 är bolaget noterat på Nasdaq OMX MidCap-lista.
Fastpartner har ett fastighetsbestånd på ca 1,4 miljoner kvm och huvuddelen är beläget i Stockholm, men större fastighetsinnehav finns också i Gävle, Norrköping, Göteborg och Malmö. Verksamheten är inriktad på kommersiella fastigheter så som kontor, lager, industri och handel men man äger också bostäder. Fastigheterna förvaltas med egen personal och frågor rörande energi och hållbarhet har stort fokus i verksamheten.
Sven-Olof Johansson är storägare i och VD för Fastpartner.